# Aftonbön
Aftonbön är en dikt av Karin Boye, utgiven i Boyes första diktsamling Moln som utkom 1922. Dikten har tonsatts av Egil Hovland 1983 och därefter getts ut som både körsats och psalm.

## Publicerad i
- Psalmer och sånger (1987) som nr 548, under rubriken "Kväll", med titeln Ingen stund är såsom denna.
- Psalmer i 90-talet (1994) som nr 859 under rubriken "Dagen och årets tider".
- Psalmer i 2000-talet (2006) som nr 941 under rubriken "Dagen och årets tider"